# Nénette en Rintintin

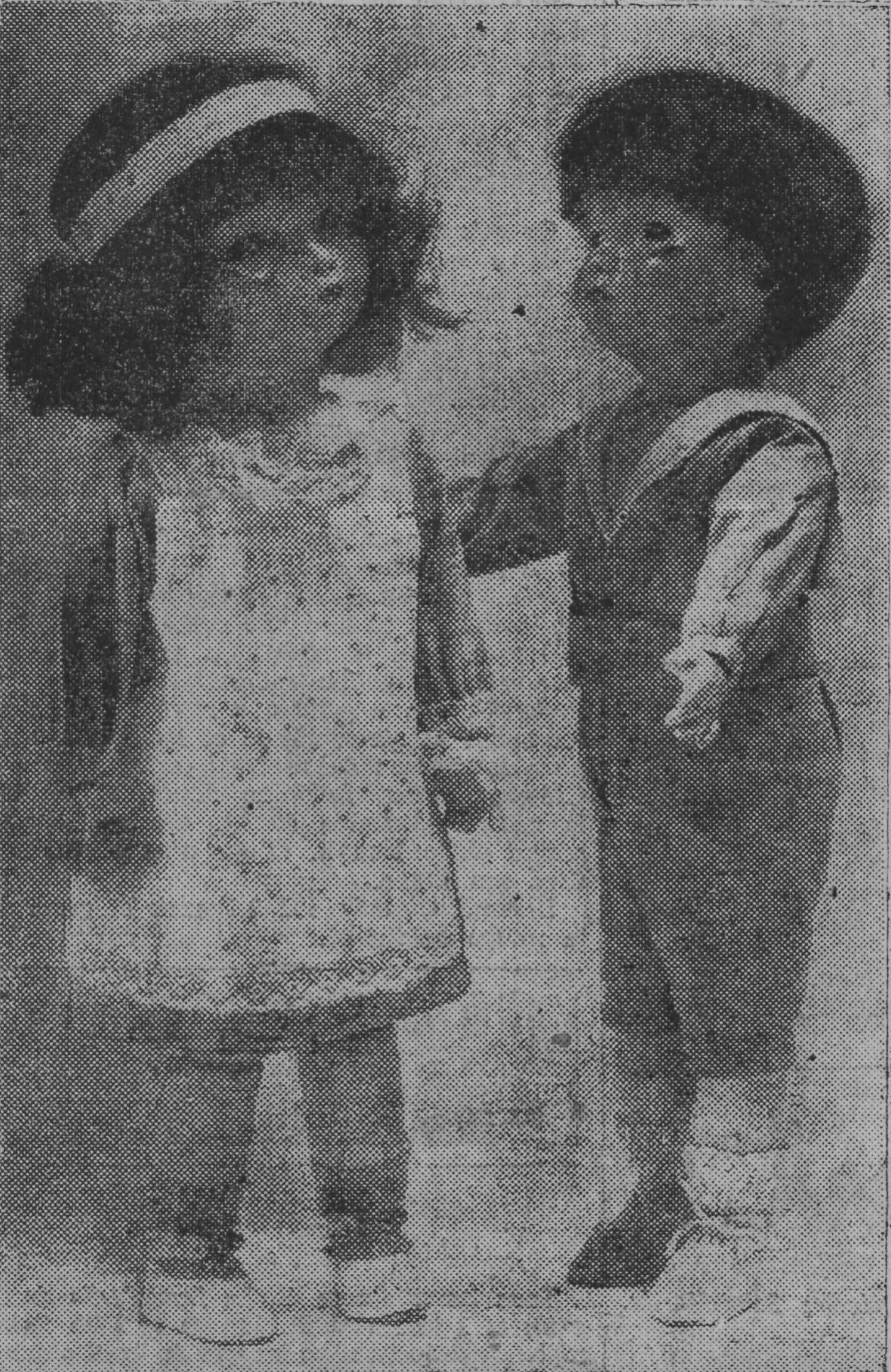
Nénette (r.) et Rintintin (l.), poppetjes gemaakt door Francisque Poulbot in 1913.

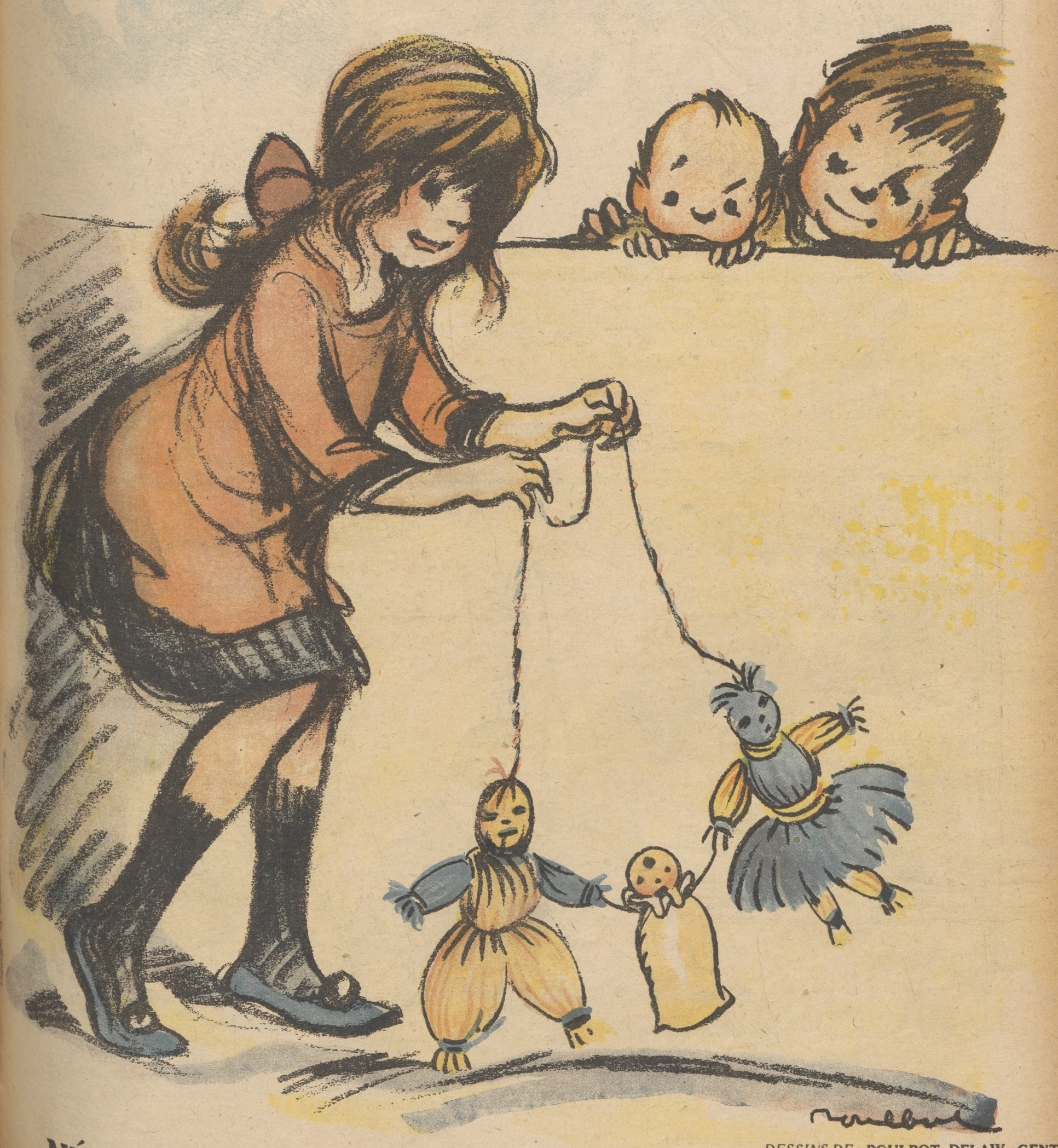
Een klein meisje dat met wol speelt, Nénette et Rintintin. Tekening van Francisque Poulbot, 1918.

Nénette en Rintintin zijn twee Franse wollen poppen die aan het einde van de Eerste Wereldoorlog al gauw gelukspoppetjes werden. Oorspronkelijk was Rintintin het meisje en Nénette de jongen, maar de geslachten werden snel omgedraaid, te beginnen in 1913.

## Beschrijving
De oorsprong van deze twee kleine poppen is te vinden bij de ontwerper Francisque Poulbot, die in 1913 een paar kinderen ontwierp, Nénette en Rintintin. Aanleiding daartoe was zijn ergernis over de Duitse wurggreep op de speelgoedsector in Frankrijk. Voor het uitbreken van de oorlog bracht hij zijn creatie op de markt in de vorm van poppen met porseleinen hoofden, de “Poulbot-poppen”. Dit paar is afgeleid van zijn eigen huwelijk, waarin Rintintin haar is en Nénette hem. 
Nénette en Rintintin werden twee kleine poppetjes, meestal gemaakt van wollen draden, verbonden door een draad die doet denken aan een rozenkrans. Ze waren erg populair in 1918, toen Parijs binnen bereik van de artillerie lag, en werden aangeboden aan de verloofde, aan de geliefde, of hij nu aan het front stond of niet. De poppetjes konden op het uniform worden gespeld. Soms worden ze, zoals op ansichtkaarten, vergezeld door hun kind Radadou.
Het paar verscheen in geïllustreerde tijdschriften uit die tijd, waaronder Fantasio en La Baïonnette.

## Nageslacht
Dit poppenpaar staat soms model voor Italiaans-Franse of Amerikaans-Franse paren, in het kader van de geallieerde deelname aan vijandelijkheden. Voor dit laatste voorbeeld ontleent de hond Rintintin, geboren omstreeks 1918, zijn naam aan dit poppenpaar.
Het echtpaar was na de oorlog nog steeds populair, waardoor Pablo Picasso aan André Malraux schreef: Schilders, eindelijk: de schilderijen! worden als eenden die hetzelfde touw hebben gegeten! Oude tweetallen, weet je wel? Misschien is Frankrijk: Corneille en Racine, Ingres en Delacroix, Corot en Daumier, Cézanne en Van Gogh, Nénette en Rintintin….
In 2012 wijdde kunstenaar Antoine Poncet een van zijn werken aan hen, tijdens de tentoonstelling in 1917 in het Centre Pompidou-Metz.